# Прилузцы
Прилу́зцы (коми лузсаяс, от реки Луза) — этнографическая группа коми.
Проживают в районах верхнего течения реки Луза и правого притока Вятки — реки Летка (Прилузский район Республики Коми).
Имеют смешанное по составу происхождение. На формирование прилузцев оказали влияние связи с соседними русскими (появившимися здесь в XIII — XIV веках), марийцами, удмуртами. В результате сформировался лузско-летский диалект коми-зырянского языка.
Антропологически присущ европеоидный вятско-камский подтип сублапоноидного типа.
В хозяйственной деятельности бо́льшее развитие получило пашенное земледелие, животноводство и судостроение.